# Chudy
Chudy è il secondo album in studio del rapper polacco Mlodyskiny (Kacper Kityński), pubblicato il 9 luglio 2021 su etichetta discografica MyMusic. L'album include 11 canzoni prodotte da Swizzy, 2latefor o Pisar e Maro. Gli artisti ospiti includono invece Szamz, Yung Adisz, Młod Dron, Sami, Ozzy, I.D.E.A e Jaco ALC.

## Promozione
Kityński ha iniziato a lavorare a Chudy all'inizio del 2021. Il 19 marzo lascia l'etichetta GUGU. Il 6 maggio esce il primo singolo estratto dall'album Hookah Freestyle. Il 27 maggio esce il secondo singolo estratto dall'album, Co u Ciebie słychać? insieme a Yung Adish. Il 6 e il 19 giugno escono altri singoli: Taki sam e Latarynka con Hewra, Młodym Dronem, Sami, Ozzy e Szamz. L'8 luglio è stato pubblicato il video musicale della canzone Skrzydła. Il 9 luglio, dopo numerosi annunci su Instagram, esce l'album. L'album è stato pubblicato in una versione digitale e fisica; inoltre è stata rilasciata un'edizione deluxe che include le tracce dell'EP Zęby, uscito l'anno precedente. Chudy ha raggiunto il 41º posto nella classifica OLiS.

## Tracce
1. Paparazzi – 2:41
2. Aspołeczny (feat. Szamz) – 2:36
3. Hookah Freestyle – 2:18
4. Daj mi trochę czasu – 3:08
5. Dużo syfu (feat. Idontexistanymore) – 2:24
6. Latarynka (feat. Hewra, Młody Dron, Ozzy Baby, Sami e Szamz) – 3:08
7. Co u Ciebie słychać? (feat. Yung Adisz) – 1:59
8. Czemu (feat. Jaco Alc) – 2:41
9. Taki sam – 2:08
10. Krwawe niebo – 2:06
11. Skrzydła – 2:22